# کیوشی ایتو
کیوشی ایتو (انگلیسی: Kiyoshi Itō؛ زاده ۷ سپتامبر ۱۹۱۵ – درگذشته ۱۰ نوامبر ۲۰۰۸) ریاضی‌دان اهل ژاپن در زمینه نظریه احتمالات   بود.
وی همچنین برنده جوایزی همچون جایزه ولف در ریاضی شده است.